# Перельман, Арон Филиппович
Арон Филиппович (Фишелевич) Перельман (21 марта 1876, Одесса — 15 июля 1954, Ленинград) — российский издатель, редактор, общественный деятель.

## Биография
Родился в Одессе в религиозной семье из раввинских династий (отец, Фишель Перельман, был приверженцем хасидизма; мать, Фейга Перельман — из миснагедской семьи).
Экстерном сдал экзамены за курс гимназии, но продолжить образование не смог и работал в частной конторе. В 1896—1901 годах изучал химию в Высшей технической школе в Карлсруэ, в 1901—1906 годах — в Цюрихском университете. По возвращении в Россию в 1906 году поселился в Санкт-Петербурге. В 1909—1911 годах участвовал в организации и работе редакции журнала «Еврейский мир», где публиковал свои статьи («К вопросу о языке», «Наступательный и оборонительный национализм») и был постоянным ведущим раздела критики «Из жизни и литературы».
В 1911 году поступил на службу редактором в издательство Брокгауз—Ефрон, где к 1915 году был уже ответственным управляющим и главой «Нового энциклопедического словаря», а после смерти И. А. Ефрона в 1917 году выкупил у его эмигрировавшего сына Альберта права на издательство, став его последним владельцем. Расширив деятельность издательства, А. Ф. Перельман начал выпускать учебную литературу. После национализации издательства до 1930 года был его директором.
В 1917 году был избран в исполком Петроградской еврейской общины и в её Совет по списку Еврейской народной партии (Фолкспартей); возглавлял социально-экомоническую комиссию. В 1918 году был делегатом съезда представителей еврейских общин в Москве. Состоял членом комитета и музейной комиссии Еврейского историко-этнографического общества, участвовал в работе Общества для распространения просвещения между евреями в России.
После ликвидации издательства Брокгауза—Ефрона в 1930 году занимался подготовкой учебных пособий для школ, в частности «Литейный ящик» и «Геометр-строитель», которые были одобрены органами Народного комиссариата просвещения РСФСР и получили широкое распространение в советских школах. В 1933—1942 годах работал редактором издательств Московского областного отделения Союза советских художников «МОССХ», Всероссийского кооперативного товарищества «Художник» (Всекохудожник), «Советский график», Государственного издательства изобразительного искусства (Изогиз). В годы блокады Ленинграда в 1942—1945 годах работал в городском радиокомитете, автор цикла радиопередач на исторические темы.
Написал ряд работ по изобразительному искусству, в том числе «Живописцы итальянского барокко» (1923), «Провозвестники социализма в русской литературе» (альбом выставки, 1939), «Список рисунков (портретов) А. С. Пушкина». Подготовил проект издания «Пушкинская Россия» и серии альбомов «А. С. Пушкин. Жизнь и творчество».
«Воспоминания» А. Ф. Перельмана, над которыми он работал в военные и послевоенные годы, были изданы отдельной книгой в петербургском издательстве «Европейский Дом» в 2009 году.

## Семья
- Жена — Ида Израилевна Картужанская, врач (её брат — учёный в области юриспруденции, переводчик Лев Израилевич Картужанский; племянник — доктор физико-математических наук Александр Львович Картужанский, профессор Оптического института).
  - Дочь — Фрида Ароновна Перельман (1910—1985), выпускница 15-й трудовой школы (бывшее Тенишевское училище) и Института истории искусств; арестована в 1933 году по делу о «молодёжной контрреволюционной группе», провела в ссылке 3 года[6]. Была замужем за математиком, научным сотрудником Государственного оптического института Георгием Давыдовичем Рабиновичем (1910—1953), племянником правоведа-цивилиста И. М. Рабиновича[7].
    - Внучка — филолог-классик Елена Георгиевна Рабинович.
- Брат — Озиас Филиппович Перельман (псевдоним Перов, 1872—1941), литератор, юрист[8].
- Племянница — Нина Генриховна Елина, филолог.